# Слепой Христос
«Слепой Христос» (исп. El Cristo ciego) — чилийско-французский драматический фильм, снятый Кристофером Мюрреем. Мировая премьера ленты состоялась 2 сентября 2016 года на Венецианском кинофестивале. Фильм рассказывает о Майкле, который считает себя Христом. Он босиком отправляется в путешествие через пустыню с целью вылечить друга детства, который пострадал в аварии.

## В ролях
- Майкл Сильва — Майкл
- Бастиан Иностроса
- Ана Мария Энрикес
- Маурисио Пинто

## Признание
| Награды и номинации фильма «Слепой Христос» | Награды и номинации фильма «Слепой Христос» | Награды и номинации фильма «Слепой Христос» | Награды и номинации фильма «Слепой Христос» | Награды и номинации фильма «Слепой Христос» | Награды и номинации фильма «Слепой Христос» |
| Год                                         | Кинопремия / Кинофестиваль                  | Категория / Награда                         | Номинант                                    | Результат                                   |                                             |
| ------------------------------------------- | ------------------------------------------- | ------------------------------------------- | ------------------------------------------- | ------------------------------------------- | ------------------------------------------- |
| 2016                                        | Венецианский кинофестиваль                  | «Золотой лев» за лучший фильм               | «Слепой Христос»                            | Номинация                                   |                                             |